# Novoivanivka
Novoivánivka  (ucraniano: Новоіва́нівка) es una localidad del raión de Podilsk en el óblast de Odesa de Ucrania. Según el censo de 2001, tiene una población de 107 habitantes.